# Piotr z Villacreces
Piotr z Villacreces OFM (ur. ok. 1350 w Kastylii, zm. 1422 w Peñafiel) – hiszpański franciszkanin, mistyk, kaznodzieja, reformator zakonu, sługa Boży Kościoła katolickiego.

## Życiorys
Pochodził z rodziny szlacheckiej. Jego rodzony brat Juan de Villacreces był biskupem Calahorry i Burgos. Piotr z Villacreces wstąpił do franciszkanów mając 14 lat. Studiował w Tuluzie, Paryżu i na Uniwersytecie w Salamance. Był wykładowcą teologii. W pewnym momencie postanowił zostać franciszkańskim eremitą. Zamieszkał w pustelni w San Pedro de Arlanza w Burgos, a następnie w La Salceda w Guadalajarze. Kolejnymi eremami były pustelnie w Composto i Abrojo. Głosił kazania, wędrując po Kastylii (La Alcarria). W 1395 uzyskał aprobatę dla przedsięwziętej przez siebie reformy w łonie zakonu franciszkańskiego. Do La Salcedy zaczęli przybywać naśladowcy. W 1396 założono erem ścisłej obserwancji, gdzie zachowywano w sposób surowy regułę św. Franciszka. Reforma zyskała również wsparcie osób świeckich.
W 1404 Piotr z Villacreces założył pustelnię w La Aguilera w diecezji Osma, która stała się głównym ośrodkiem reformy zakonnej. W 1414 podczas soboru w Konstancji reforma Piotra z Villacreces otrzymała aprobatę papieską. Piotr z Villacreces zmarł w pierwszych dniach października 1422 w Peñafiel. Po jego śmierci na czele reformy stanął św. Piotr Regalado. Papież Mikołaj V w 1450 nadał Piotrowi z Villacreces tytuł Czcigodnego. W hagiografii franciszkańskiej Piotr z Villacreces wspominany jest 11 października.
W 1439 hiszpański poeta Íñigo López de Mendoza zadedykował Piotrowi z Villacreces i św. Wincentemu Ferreriuszowi poemat Canoniçaçión de Viçente Ferrer, y Pedro de Villacreçes (sonet 41).